# Helcostizus canadensis
Helcostizus canadensis är en stekelart som först beskrevs av Léon Abel Provancher 1874.  Helcostizus canadensis ingår i släktet Helcostizus och familjen brokparasitsteklar. Inga underarter finns listade i Catalogue of Life.